# Màng tế bào
Màng tế bào (hay ở sinh vật nhân thực còn được gọi là màng sinh chất) là một màng sinh học phân cách môi trường bên trong của các tế bào với môi trường bên ngoài của chúng. Màng tế bào có thể cho phép các ion, các phân tử hữu cơ thấm qua một cách có chọn lọc và kiểm soát sự di chuyển của các chất ra và vào tế bào. Chức năng cơ bản của màng tế bào là bảo vệ tế bào khỏi môi trường xung quanh.
Màng tế bào tạo thành bao gồm màng lipid kép được gắn kết với các protein. Màng tế bào có liên quan đến các quá trình của tế bào như là sự liên kết tế bào, độ dẫn ion và tiếp nhận tín hiệu tế bào; ngoài ra  còn đóng vai trò như là một bề mặt để kết nối một số cấu trúc ngoại bào gồm thành tế bào, glycocalyx và khung xương nội bào. Màng tế bào có thể được tái tạo nhân tạo (có ở tế bào nhân tạo).

## Lịch sử
Bài chính: Lịch sử của lý thuyết màng tế bào
Cấu trúc màng tế bào được giới thiệu theo nhiều cách khác nhau bởi nhiều tác giả khác nhau như the ectoplast (de Vries, 1885), Plasmahaut (plasma skin, Pfeffer, 1877, 1891), Hautschicht (skin layer, Pfeffer, 1886; được dùng với ý nghĩa khác bởi Hofmeister, 1867), plasmatic membrane (Pfeffer, 1900), plasma membrane, cytoplasmic membrane, cell envelope and cell membrane.
Một số tác giả đã không cho rằng tại bề mặt của tế bào có một ranh giới chức năng có tính thấm thích hợp để sử dụng thuật ngữ plasmalemma (được đặt ra bởi Mast, 1924) cho các vùng ngoại bào.
Năm 1972, hai nhà khoa học là Singer và Nicolson đã đưa ra mô hình cấu trúc màng sinh chất gọi là mô hình khảm - động. Theo mô hình này, màng sinh chất có lớp kép phospholipid. Liên kết phân tử protein và lipid còn có thêm nhiều phân tử carbohydrate. Ngoài ra, màng sinh chất ở tế bào động vật còn có thêm nhiều phân tử cholesterol có tác dụng tăng cường sự ổn định. Màng sinh chất là ranh giới bên ngoài và là bộ phận chọn lọc các chất từ môi trường đi vào tế bào và ngược lại. Màng sinh chất đảm nhận nhiều chức năng quan trọng của tế bào như: vận chuyển các chất, tiếp nhận và truyền thông tin từ bên ngoài vào trong tế bào, là nơi định vị của nhiều loại enzyme, các protein màng làm nhiệm vụ ghép nối các tế bào trong một mô... Màng sinh chất có các "dấu chuẩn" là glycoprotein đặc trưng cho từng loại tế bào. Nhờ vậy, các tế bào của cùng một cơ thể nhận biết ra nhau và nhận biết được các tế bào lạ của cơ thể.

## Chức năng
Màng tế bào (hay màng sinh chất) bao phủ xung quanh tế bào chất của các tế bào sống, về cơ bản màng phân cách các phần nội bào với mội trường ngoại bào. Màng tế bào còn có vai trò trong việc nâng giữ khung xương để hình thành nên hình dạng bên ngoài của tế bào và gắn kết chất nền ngoại bào với các tế bào khác lại với nhau để hình thành nên các mô. Ở các loài nấm, vi khuẩn, vi khuẩn cổ và kể cả thực vật đều có thành tế bào giúp cung cấp cơ chế hỗ trợ cho tế bào và ngăn cản các đại phân tử vượt qua nó.
Màng tế bào có tính thấm chọn lọc và có thể kiểm soát những gì ra và vào tế bào, do đó tạo điều kiện để vận chuyển các chất cần thiết cho sự sống. Sự di chuyển của các chất đi qua màng có thể là "thụ động" diễn ra mà tế bào không sản sinh ra năng lượng hoặc "chủ động" đòi hỏi tế bào phải tiêu hao năng lượng cho việc vận chuyển các chất. Màng nhận nhiệm vụ duy trì điện thế cho tế bào và làm việc như một bộ lọc chỉ cho phép những thứ thiết yếu vào và ra khỏi tế bào. Tế bào sử dụng một số các cơ chế chuyển đổi có liên quan đến các màng sinh học:
1. Sự thẩm thấu và khuếch tán bị động: một số chất (các phân tử nhỏ, ion) chẳng hạn như carbon dioxide (CO2) va oxi (O2) có thể di chuyển qua màng sinh chất nhờ vào sự khuếch tán - một quá trình vận chuyển bị động. Màng hoạt động như một rào chắn đối với các phân tử thiết yếu và ion, diễn ra ở nhiều nồng độ khác nhau trên hai mặt bên của màng. Chẳng hạn như nồng độ Gradien qua màng có tính bán thấm hình thành nên một luồng thẩm thấu cho nước.
2. Màng vận chuyển các kênh protein và các tác nhân vận chuyển: Các chất dinh dưỡng như đường hay amino acid phải được đưa vào trong tế bào và các sản phẩm thiết yếu của quá trình trao đổi chất phải ra khỏi tế bào. Chẳng hạn như các phân tử khuếch tán một cách bị động thông qua các kênh protein như những kênh nước (đối với nước (H2O)) trong trường hợp đủ điều kiện khuếch tán hoặc được bơm qua màng nhờ các tác nhân vận chuyển của màng vận chuyển. Các kênh protein còn được gọi là các màng thấm, chúng thường khá cụ thể, nhận biết và vận chuyển chỉ một số hoá chất có trong một nhóm thức ăn được giới hạn, thậm chí thường chỉ là đơn chất.
3. Quá trình nhập bào: là quá trình mà trong đó tế bào hấp thu các phân tử bằng cách nhấn chìm chúng. Màng sinh chất tạo ra một sự biến dạng nhỏ ở bên trong được gọi là lỗ hõm mà tại đó các chất được vận chuyển bị bao bọc lấy. Sau đó, sự biến dạng này được tách ra khỏi màng bên trong của tế bào và tạo ra một túi để chứa đựng các chất bị bao bọc. Quá trình nhập bào là quá trình cho việc tiếp nhận một bộ phận nhỏ các chất đáng tin cậy ("thực bào"), các phân tử nhỏ và ion ("ẩm bào") và đại phân tử. Quá trình nhập bào tiêu tốn năng lượng nên nó được xem như một hình thức vẩn chuyển chủ động.
Với các protein màng trên màng tế bào, màng tế bào còn có thể thực hiện các chức năng:
- Chức năng enzim: Xúc tác cho các phản ứng hóa học xảy ra trên màng hoặc trong tế bào
- Chức năng thu nhận, truyền đạt thông tin: các thụ quan có hình dạng đặc thù để gắn với thông tin hóa học để kích thích hoặc ức chế các quá trình trong tế bào sao cho phù hợp với môi trường
- Chức năng nối kết: kết nối các tế bào thành một khối ổn định
- Chức năng neo màng: protein liên kết với protein sợi hoặc các sợi trong tế bào chất, tạo sự ổn định bền chắc của màng
- Chức năng vận chuyển các chất qua màng
Ngoài ra màng còn có thể nhận biết tế bào nhờ cacbohydrat gắn trên protein.

## Hình ảnh

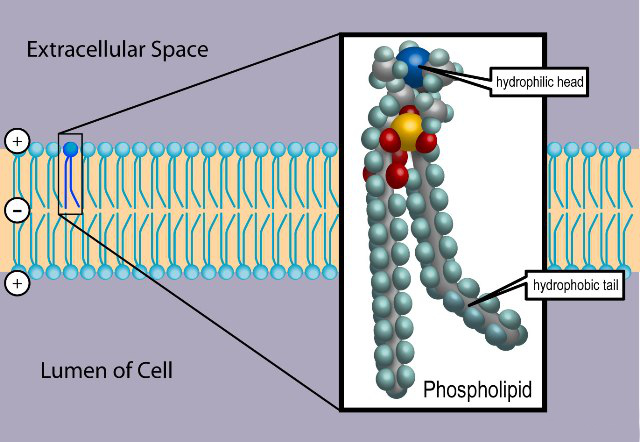
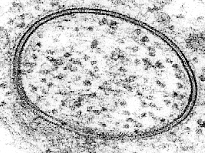
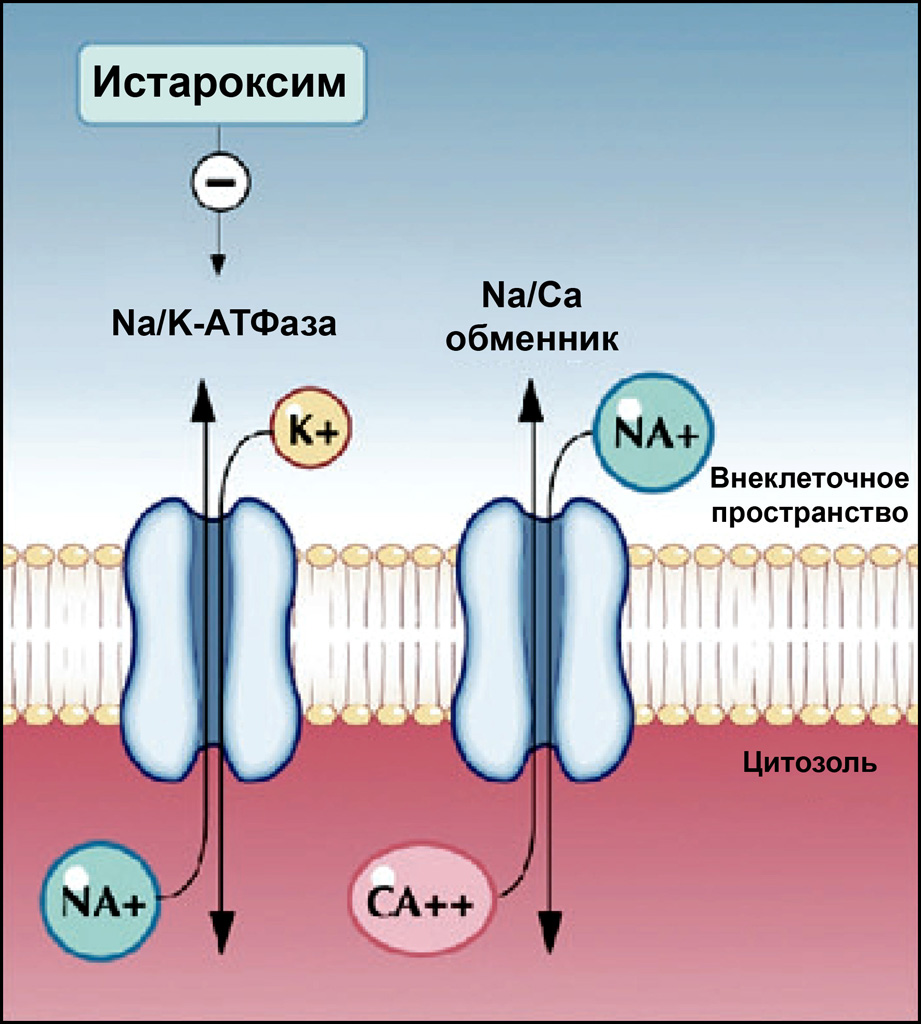